# トロイ・ベイリス
トロイ・ベイリス (Troy Bayliss、1969年3月30日 - ) は、オーストラリア・ニューサウスウェールズ州タリー出身の元オートバイレーサー。スーパーバイク世界選手権でドゥカティのマシンを駆って3度ワールドチャンピオンを獲得した。ロードレース世界選手権でも同じくドゥカティで勝利を記録した。
2008年、3度目のスーパーバイク世界タイトルを獲得し、現役を引退した。同選手権通算52勝はカール・フォガティに次ぐ歴代2位の記録である。

## 経歴

### 少年期
幼い頃はスポーツで活躍していたが、十代になると競争への情熱は薄れ、ベイリスは塗装工見習いとして Joe Berry の元に自転車で通勤する日々を送っていた。毎日通勤でディーラーの前を通るうちにオートバイに魅せられるようになり、カワサキ・ZXR750をローンで購入することになった。そのマシンでレースに出場し、初戦で優勝、その後のレースでも良好な成績を収めていった。資金面でのリスクはあったが、ベイリスはレーサーとしてオーストラリア国内のスーパースポーツ選手権に参戦することを決心した。

### キャリア初期
1995年にスーパースポーツ選手権でシリーズ2位を獲得すると、翌年からはオーストラリアスーパーバイク選手権にステップアップ、1997年にはシリーズ3位の成績を残した。
その1997年に、ベイリスは鮮烈な世界デビューを果たすことになった。フィリップアイランドでおこなわれたロードレース世界選手権最終戦オーストラリアGPに、ワイルドカード枠でアリー・モレナー・レーシングからスズキ・RGV‐Γ250を駆って出場。ファイナルラップの最終コーナーでは3位に付けていたが、スズキのマシンはライバル勢に比べてパワーが劣っていたためストレートで順位を落とすことになってしまった。それでもベイリスは6位入賞を果たす活躍を見せた。
この活躍が関係者の注目を集め、ベイリスは翌1998年よりGSEドゥカティチームよりブリティッシュスーパーバイク選手権に参戦することになった。デビューシーズンは第11戦カドウェル・パークで初優勝を果たしたが、クラッシュやマシントラブルも多くタイトル争いに絡むことはできなかった。しかし1999年にはクリス・ウォーカーを破り、2年目にして見事チャンピオンに輝いた。

### スーパーバイク世界選手権デビュー
2000年シーズン、ベイリスは当初アメリカに渡りAMAスーパーバイクでドゥカティを駆って戦っていた。しかしスーパーバイク世界選手権第2戦フィリップアイランドでカール・フォガティが重傷を負い、結果的に現役を退くことになった。そのためベイリスはフォガティの代役・後継として、世界選手権におけるドゥカティのワークス・チーム、ドゥカティ・コルセで戦うことになった。デビュー戦の第3戦菅生ではスタートに大失敗する等、最初の3ラウンドは満足な結果を残せなかったが、その後はシーズン2勝を挙げ、シリーズランキング6位に入る活躍を見せた。
2年目の2001年シーズン、ベイリスは開幕からの5レース中4レースで2位を獲得、第5戦モンツァでシーズン初勝利を遂げた。その後もベイリスは快進撃を続け、ディフェンディングチャンピオンのコーリン・エドワーズとのチャンピオン争いを制し、第12戦アッセンで見事ワールドタイトルを確定させた。チャンピオン確定後の最終戦イモラではレース1でクラッシュして鎖骨を折ってしまった。
ディフェンディングチャンピオンとして臨んだ2002年、ベイリスは開幕から17レース中14勝という記録的な快進撃を続けていたが、コーリン・エドワーズも多くのレースで2位に入り、ポイント差の広がりを最小限に抑えていた。シーズン終盤にはエドワーズが9連勝という怒濤の巻き返しを見せ、ベイリスを逆転し最終戦イモラで自身2度目の世界チャンピオンを獲得した。このイモラでのレース1では、ベイリスはトップでフィニッシュした。しかしベネリのピーター・ゴダードがマシントラブルでコース上にオイルを撒いてしまい赤旗が振られたため、数周前時点での順位が採用されることになり、ベイリスは2位に終わってしまった。皮肉にもこの原因となったゴダードは、オーストラリアスーパーバイク選手権のスズキチームを去る時に、後継としてベイリスを推薦したという、ベイリスにとっては恩義があるライダーだった。
このシーズンのベイリスの敗因としては、彼のチームが生み出した不運が大きかった。第10戦ブランズハッチでは、タイヤを暖めるために蛇行していたチームメイトのルーベン・チャウスと絡んで重傷を負ってしまった。第9戦ラグナ・セカからチームはマシンのフレームを新しくしたが、フィーリングが変わってしまったことにベイリスは不満を述べていた。最終戦イモラでやっとチームは元のフレームに戻し、ベイリスは以前の速さを取り戻した。

### MotoGPへ

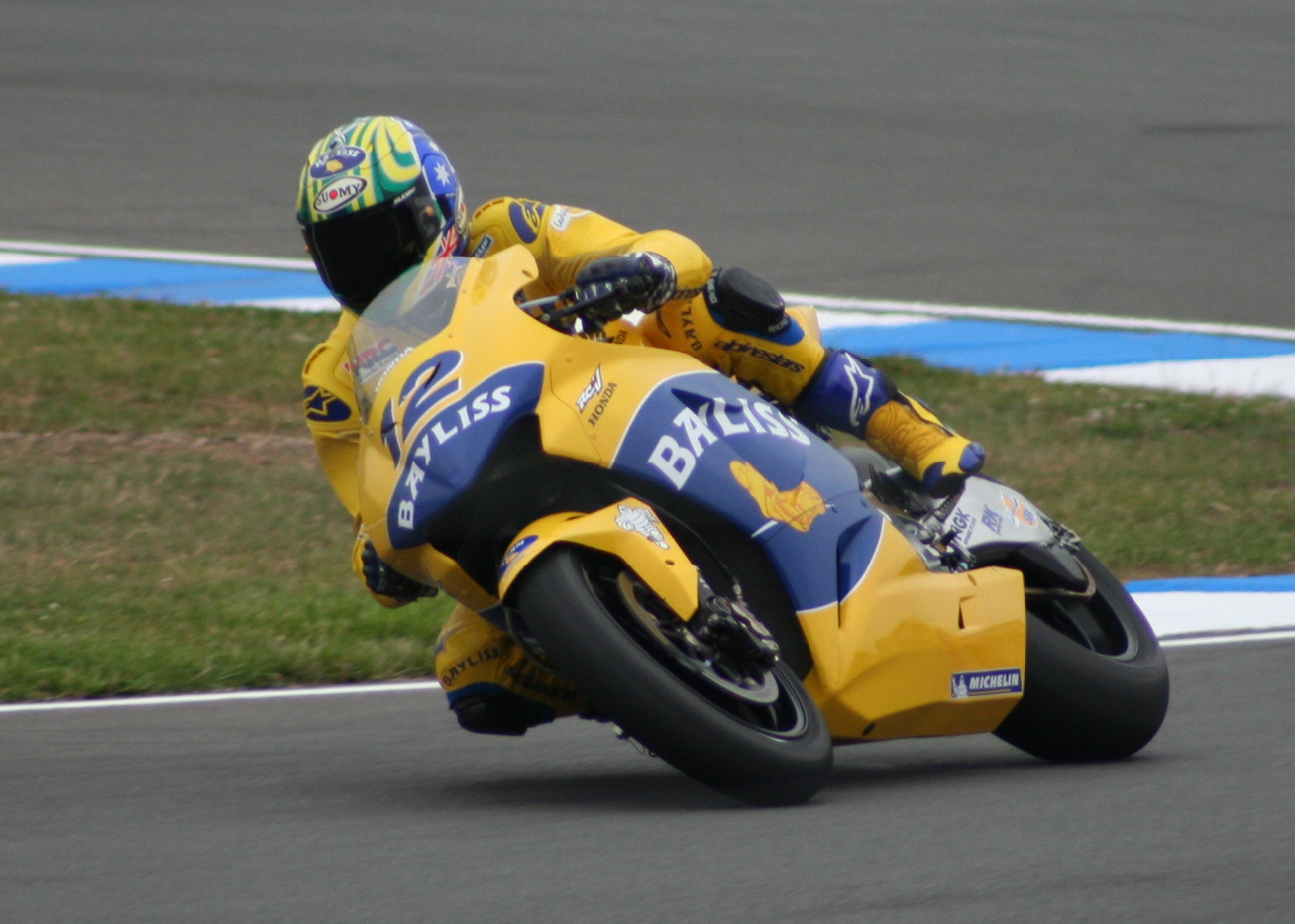
2005年 キャメル・ホンダ・ポンス

翌2003年より、ベイリスはエドワーズと共にロードレース世界選手権MotoGPクラスに戦いの場を移し、最初の年はドゥカティ・マルボロチームから参戦したベイリスの方がより成功を収めた。この年から参戦を開始したドゥカティ・デスモセディチの戦闘力は高く、3戦で3位表彰台を獲得し、シリーズランキング6位を記録した。フィリップアイランド、ブルノ、ウェルコムでは短い間ながらトップ走行も経験した。ルーキー・オブ・ザ・イヤーの座をニッキー・ヘイデンと争ったが、惜しくも2ポイント差で敗れることになった。チームメイトのロリス・カピロッシは第6戦カタルニアでチームに初勝利もたらし，シリーズ4位に入った。
しかし翌2004年にはベイリスは苦戦し、シリーズランキング14位に沈んでしまった。カピロッシもシリーズ9位に終わる。この年のマシンはストレートスピードは驚異的に速いもののハンドリングに問題を抱え、ベイリスはコースアウト・クラッシュを繰り返すこととなってしまった。このシーズンをもって、ベイリスはSBK時代から通算5年間在籍したドゥカティ・ワークスを一旦去ることになった。
2005年シーズンはシト・ポンス率いるキャメル・ホンダチームに移籍を果たした。開幕前のテストでは2004年仕様のマシンで良好なタイムをマークし、第2戦エストリルではチームメイトのアレックス・バロスが勝利を収めたが、表彰台の獲得も叶わず、さらには腕の骨折によってシーズン終盤6戦を欠場。シリーズランキングは15位に沈み、この年をもってベイリスはGPを一旦去ることになった。

### 再びスーパーバイク世界選手権へ
MotoGPで期待はずれのシーズンを送った後、ベイリスは2006年よりドゥカティ・ワークスチームに復帰し、再びスーパーバイク世界選手権を舞台に戦うことになった。シーズン開幕前のカタールでのテストでは、前シーズンのMotoGPの予選にあてはめると13番手に相当するタイムを叩き出した。市販車ベースのスーパーバイクでのこのタイムは驚異的である。シーズンが開幕すると、ベイリスは前半戦に8連勝を成し遂げるなどライバルを圧倒し続け、残り2戦となった第11戦イモラでチャンピオンを確定させた。
スーパーバイクが閉幕後、ドゥカティはMotoGP最終戦バレンシアに、負傷欠場中のセテ・ジベルノーの代役としてベイリスを招聘した。ベイリスは予選2番手から飛び出すとレースをリードし続け、自身初のMotoGP勝利、2位にはカピロッシが入り、ドゥカティにとっては初の1-2フィニッシュを成し遂げた。
ベイリスはこのバレンシアを自身最後のグランプリだとインタビューに答え、翌2007年シーズンもスーパーバイク世界選手権で戦っていくことになった。第3戦ドニントンのレース1では6周目に転倒し、右手が一瞬マシンの下敷きになり、小指を複雑骨折、切除を余儀なくされる大怪我を負ってしまった。レース2を欠場しただけで次戦からは復帰したが、最終的にチャンピオンはホンダのジェームス・トスランドに奪われることとなり、ベイリスはシリーズランキング4位に終わった。
現役最後となった2008年シーズン、ニューマシンドゥカティ・1098を駆って開幕戦カタールに臨み、レース1でデビューウィンを成し遂げた。その後もチャンピオン争いをリードし続け、第13戦マニクールのレース2での勝利で自身3度目の世界チャンピオンに輝いた。最終戦アルガルヴェではレース1・レース2ダブルウィンを達成し、有終の美を飾った。

### V8スーパーカー
2009年、ベイリスは地元オーストラリアのツーリングカーレース、V8スーパーカーに、Triple F RacingチームからDean Fioreのペアドライバーとしてスポット参戦でデビューした。当初デビュー戦となるはずであったフィリップアイランド500ではFioreが搭乗中のフォーメーションラップにマシントラブルが起きてベイリスはレースに出ることはなかった。次戦のバサースト1000でデビューを果たしたが、予選最後尾からスタートし、ベイリスが走行中の59周目にスピンを喫しリタイヤに終わった。

### 家族
ベイリスは妻 Kim との間に Mitch、Abbey、Ollie の3人の子供をもうけている。

## 主な戦績

### ロードレース世界選手権
| シーズン | クラス | バイク     | 出走 | 優勝 | 表彰台 | PP | ポイント | 順位 |
| -------- | ------ | ---------- | ---- | ---- | ------ | -- | -------- | ---- |
| 1997年   | 250cc  | スズキ     | 1    | 0    | 0      | 0  | 10       | 27位 |
| 2003年   | MotoGP | ドゥカティ | 16   | 0    | 3      | 0  | 128      | 6位  |
| 2004年   | MotoGP | ドゥカティ | 16   | 0    | 1      | 0  | 71       | 14位 |
| 2005年   | MotoGP | ホンダ     | 11   | 0    | 0      | 0  | 54       | 15位 |
| 2006年   | MotoGP | ドゥカティ | 1    | 1    | 0      | 0  | 25       | 19位 |
| 合計     |        |            | 45   | 1    | 5      | 0  | 288      |      |

- 凡例
- ボールド体のレースはポールポジション、イタリック体のレースはファステストラップを記録。

| 年     | クラス | マシン     | 1      | 2       | 3       | 4       | 5       | 6       | 7       | 8       | 9       | 10      | 11    | 12      | 13      | 14     | 15      | 16    | 17    | 順位 | ポイント |
| ------ | ------ | ---------- | ------ | ------- | ------- | ------- | ------- | ------- | ------- | ------- | ------- | ------- | ----- | ------- | ------- | ------ | ------- | ----- | ----- | ---- | -------- |
| 1997年 | 250cc  | スズキ     | MAL    | JPN     | SPA     | ITA     | AUT     | FRA     | NED     | IMO     | GER     | BRA     | GBR   | CZE     | CAT     | INA    | AUS 6   |       |       | 27位 | 10       |
| 2003年 | MotoGP | ドゥカティ | JPN 5  | RSA 4   | SPA 3   | FRA Ret | ITA Ret | CAT 10  | NED 9   | GBR 5   | GER 3   | CZE 3   | POR 6 | BRA 10  | PAC Ret | MAL 9  | AUS Ret | VAL 7 |       | 6位  | 128      |
| 2004年 | MotoGP | ドゥカティ | RSA 14 | SPA Ret | FRA 8   | ITA 4   | CAT Ret | NED Ret | BRA Ret | GER Ret | GBR 5   | CZE Ret | POR 8 | JPN Ret | QAT Ret | MAL 10 | AUS 9   | VAL 3 |       | 14位 | 71       |
| 2005年 | MotoGP | ホンダ     | SPA 6  | POR 11  | CHN Ret | FRA 10  | ITA 13  | CAT 8   | NED 11  | USA 6   | GBR Ret | GER Ret | CZE 9 | JPN     | MAL     | QAT    | AUS     | TUR   | VAL   | 15位 | 54       |
| 2006年 | MotoGP | ドゥカティ | SPA    | QAT     | TUR     | CHN     | FRA     | ITA     | CAT     | NED     | GBR     | GER     | USA   | CZE     | MAL     | AUS    | JPN     | POR   | VAL 1 | 19位 | 25       |

### スーパーバイク世界選手権
| シーズン | バイク     | 出走 | 優勝 | 表彰台 | PP | FL | ポイント | シリーズ順位 |
| -------- | ---------- | ---- | ---- | ------ | -- | -- | -------- | ------------ |
| 1997     | スズキ     | 2    | 0    | 0      | 0  | 0  | 22       | 20位         |
| 1998     | ドゥカティ | 4    | 0    | 0      | 0  | 0  | 4        | 40位         |
| 2000     | ドゥカティ | 20   | 2    | 9      | 1  | 1  | 243      | 6位          |
| 2001     | ドゥカティ | 24   | 6    | 15     | 2  | 3  | 369      | 1位          |
| 2002     | ドゥカティ | 26   | 14   | 22     | 4  | 9  | 541      | 2位          |
| 2006     | ドゥカティ | 24   | 12   | 16     | 5  | 10 | 431      | 1位          |
| 2007     | ドゥカティ | 24   | 7    | 13     | 6  | 4  | 372      | 4位          |
| 2008     | ドゥカティ | 28   | 11   | 19     | 8  | 8  | 460      | 1位          |
| 合計     |            | 152  | 52   | 94     | 26 | 35 | 2442     |              |

- 凡例
- ボールド体のレースはポールポジション、イタリック体のレースはファステストラップを記録。

| 年     | マシン     | 1     | 1     | 2     | 2     | 3     | 3     | 4     | 4     | 5     | 5       | 6       | 6      | 7     | 7     | 8     | 8     | 9     | 9     | 10    | 10     | 11    | 11      | 12    | 12     | 13    | 13    | 14    | 14    | 順位 | ポイント |
| 年     | マシン     | R1    | R2    | R1    | R2    | R1    | R2    | R1    | R2    | R1    | R2      | R1      | R2     | R1    | R2    | R1    | R2    | R1    | R2    | R1    | R2     | R1    | R2      | R1    | R2     | R1    | R2    | R1    | R2    | 順位 | ポイント |
| ------ | ---------- | ----- | ----- | ----- | ----- | ----- | ----- | ----- | ----- | ----- | ------- | ------- | ------ | ----- | ----- | ----- | ----- | ----- | ----- | ----- | ------ | ----- | ------- | ----- | ------ | ----- | ----- | ----- | ----- | ---- | -------- |
| 1997年 | スズキ     | 5     | 5     |       |       |       |       |       |       |       |         |         |        |       |       |       |       |       |       |       |        |       |         |       |        |       |       |       |       | 20位 | 22       |
| 1998年 | ドゥカティ |       |       | Ret   | Ret   |       |       |       |       |       |         |         |        |       |       |       |       | 13    | 15    |       |        |       |         |       |        |       |       |       |       | 40位 | 4        |
| 2000年 | ドゥカティ |       |       |       |       | Ret   | Ret   |       |       | 4     | 4       | 1       | 4      | 2     | 2     | 4     | 3     | Ret   | 7     | 1     | 2      | Ret   | Ret     | 3     | 2      | 2     | Ret   |       |       | 6位  | 243      |
| 2001年 | ドゥカティ | 2     | 2     | 2     | 2     | 3     | C     | 13    | 15    | 1     | 1       | 13      | 9      | 2     | 1     | 1     | 2     | 4     | 4     | 5     | 3      | Ret   | 3       | 1     | 1      | Ret   |       |       |       | 1位  | 369      |
| 2002年 | ドゥカティ | 1     | 1     | 1     | 1     | 1     | 1     | 5     | 4     | 1     | 1       | 5       | 1      | 1     | 1     | 1     | 1     | 1     | 2     | 3     | 2      | 2     | 2       | 2     | Ret    | 2     | 2     |       |       | 2位  | 541      |
| 2006年 | ドゥカティ | 2     | 2     | 6     | 1     | 1     | 1     | 1     | 1     | 1     | 1       | 1       | 12     | Ret   | 8     | 1     | 2     | Ret   | 1     | 7     | 3      | 5     | 1       | 4     | 1      |       |       |       |       | 1位  | 431      |
| 2007年 | ドゥカティ | 5     | 8     | 1     | 2     | Ret   | Inj   | 3     | 6     | 4     | 1       | 2       | 3      | 1     | C     | 1     | 1     | Ret   | 6     | Ret   | 7      | 4     | 1       | 2     | 1      | 2     | 5     |       |       | 4位  | 372      |
| 2008年 | ドゥカティ | QAT 1 | QAT 4 | AUS 1 | AUS 1 | SPA 2 | SPA 2 | NED 1 | NED 1 | ITA 3 | ITA Ret | USA Ret | USA 22 | GER 2 | GER 4 | SMR 3 | SMR 3 | CZE 1 | CZE 1 | GBR 2 | GBR 11 | EUR 1 | EUR Ret | ITA 6 | ITA 16 | FRA 3 | FRA 1 | POR 1 | POR 1 | 1位  | 460      |